# Athyrium

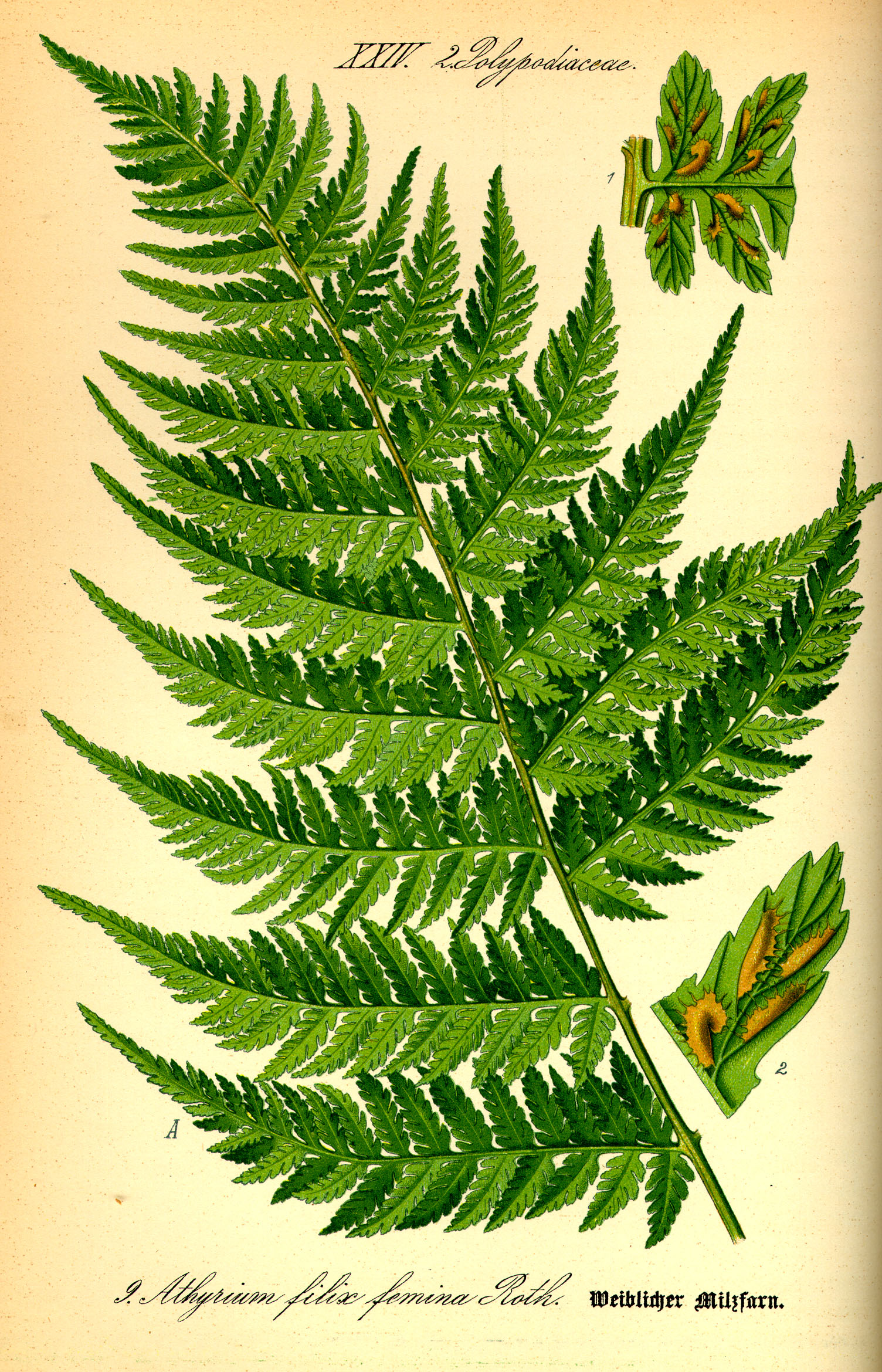
Il·lustració del de A. filix-femina

Athyrium és un gènere de falgueres de la família Anthyriaceae que compta amb unes 180 espècies terrestres amb una distribució cosmopolita.

## Espècies dels Països Catalans[1]
- Athyrium filix-femina
- Athyrium distentifolium

Altres espècies
| - Athyrium adpressum - Athyrium alpestre - Athyrium anisopterum - Athyrium araiostegioides - Athyrium arisanense - Athyrium asplenioides - Athyrium atkinsonii - Athyrium attenuatum - Athyrium auriculatum - Athyrium austro-orientale - Athyrium austro-yunnanense - Athyrium biseralatum - Athyrium bomicola - Athyrium brevifrons - Athyrium brevisorum - Athyrium bucahwangense - Athyrium caudipinna - Athyrium chingianum - Athyrium christensenii - Athyrium clarkei - Athyrium clivicola - Athyrium criticum - Athyrium cryptogrammoides - Athyrium delavayi - Athyrium delicatulum - Athyrium densisorum - Athyrium dentilobum - Athyrium devolii - Athyrium dissitifolium - Athyrium drepanopterum - Athyrium dubium - Athyrium duthiei - Athyrium epirachis - Athyrium erithrocaulon - Athyrium erythropodum | - Athyrium fallaciosum - Athyrium fangii - Athyrium fimbriatum - Athyrium fissum - Athyrium flabellulatum - Athyrium flavicoma - Athyrium flexile - Athyrium fragile - Athyrium fujianense - Athyrium giganteum - Athyrium goeringianum - Athyrium guangnanense - Athyrium himalaicum - Athyrium hirtirachis - Athyrium huhsienense - Athyrium imbricatum - Athyrium iseanum - Athyrium kanghsienense - Athyrium kenzo-satakei - Athyrium kuratae - Athyrium leiopodum - Athyrium liangwangshanicum - Athyrium mackinnonii - Athyrium macrocarpum - Athyrium medogense - Athyrium melanolepis - Athyrium mengtzeense - Athyrium multidentatum - Athyrium nakanoi - Athyrium nephrodioides - Athyrium nigripes - Athyrium niponicum - Athyrium nyalamense - Athyrium oppositipinnum - Athyrium otophorum | - Athyrium pachyphlebium - Athyrium pachyphyllum - Athyrium pachysorum - Athyrium parapellucidum - Athyrium pectinatum - Athyrium pellucidum - Athyrium pseudo-filix-femina - Athyrium pubicostatum - Athyrium rachidosorum - Athyrium reflexipinnum - Athyrium roseum - Athyrium rotundilobum - Athyrium rubripes - Athyrium rupicola - Athyrium sessile - Athyrium sikkimense - Athyrium silvicolum - Athyrium sinense - Athyrium stenopodum - Athyrium strigillosum - Athyrium submacrocarpum - Athyrium subrigescens - Athyrium supraspinescens - Athyrium tenuicaule - Athyrium tenuifolium - Athyrium tibeticum - Athyrium tozanense - Athyrium vidalii - Athyrium tripinnatum - Athyrium viviparum - Athyrium wallichianum - Athyrium wardii - Athyrium wuliangshanense - Athyrium yokoscense - Athyrium yui - Athyrium yunnanense |